# Петриченко Павло Вікторович
Павло Вікторович Петриченко (16 квітня 1992, Київ — 15 квітня 2024, Донецька область) — український громадський активіст, військовослужбовець 59-тої окремої мотопіхотної бригади, учасник російсько-української війни, загинув в ході російського вторгнення в Україну 15 квітня 2024 року. Герой України (2025, посмертно).

## Життєпис
До повномасштабної війни працював проєктним менеджером, був учасником громадських ініціатив. Учасник Євромайдану, активний учасник ініціативи «Хто замовив Катю Гандзюк», організатор акцій на підтримку Сергія Стерненка. Працював у фонді Сергія Притули. У квітні 2022 року пішов служити до ЗСУ в аеророзвідку.
Був одним із чотирьох авторів Телеграм-каналу «АРХІПЕЛАГ 95».
29 березня 2024 року петиція Петриченка про обмеження роботи онлайн-казино на сайті Офісу президента набрала понад 25 тисяч голосів, необхідних для розгляду, за менш ніж добу.

## Загибель
Загинув 15 квітня 2024 поблизу Авдіївки, Донецька область під час виконання бойового завдання.
19 квітня 2024 відбулося прощання з Павлом в Михайлівському соборі в Києві. На похороні були рідні, побратими, активісти ініціативи «Хто замовив Катю Гандзюк?», громадський діяч Сергій Притула, ведучий Євген Янович, військовослужбовець, адвокат та громадський діяч Масі Найєм, активіст та блогер Сергій Стерненко. Загалом прийшла понад тисяча людей. Похований у Києві на Аскольдовій могилі. 
12 травня 2025 року Президент України Володимир Зеленський вручив орден «Золота Зірка» членам родини Павла Петриченка.

## Цитати
Всі красиві зберігають оптимізм.

## Нагороди
- звання Герой України з удостоєнням ордена «Золота Зірка» (8 травня 2025, посмертно) — за особисту мужність і героїзм, виявлені у захисті державного суверенітету та територіальної цілісності України, самовіддане служіння Українському народові[7].
- Орден «За мужність» ІІІ ступеня (12 жовтня 2023) — за особисту мужність, виявлену у захисті державного суверенітету та територіальної цілісності України, самовіддане виконання військового обов'язку[8].

## Вшанування пам'яті
У місті Київ вулицю Волго-Донську планують перейменувати на вулицю Павла Петриченка.